# Jsu García
Jsu García (Nueva York, Nueva York, Estados Unidos; 6 de octubre de 1963) es un actor de teatro, cine y televisión.

## Biografía
Nació en Nueva York (EE. UU.) el 6 de octubre de 1963, en una familia de inmigrantes cubanos escapados de Cuba tras la revolución de 1959.
Se crio en Nueva Jersey.
Ha trabajado en teatro.
García ha hecho apariciones como invitado en muchos programas de televisión, entre otros:
The Facts of Life, Miami Vice, Babylon 5, She Spies y Crossing Jordan.
A mediados de los años noventa entró en la secta Movement of Spiritual Inner Awareness, del gurú estadounidense John-Roger.
En 1998 creó la empresa Scott J-R Productions junto con Roger.
Con el dinero de Roger, escribió, dirigió y produjo un cortometraje llamado My Little Havana
En 2004, a pedido de su gurú John Roger, produjo y protagonizó la película Guerreros espirituales, con el seudónimo Nick Corri.

## Filmografía
- 1984: Pesadilla en Elm Street (de Wes Craven), como Rod Lane.
- 1985: Gotcha!
- 1986: Gatos salvajes (de Michael Ritchie).
- 1988: Tropical Snow (de Ciro Durán).
- 1989: Slaves of New York
- 1990: Depredador 2 (de Stephen Hopkins).
- 1994: Wes Craven's New Nightmare, cameo de sí mismo.
- 1995: Wes Craven's Vampire in Brooklyn (con Eddie Murphy y Angela Bassett.
- 1999: Candyman 3: Day of the Dead
- 2000: Traffic (de Steven Soderbergh)
- 2002: Cuando éramos soldados (de Randall Wallace), con Mel Gibson.
- 2002: Daño colateral, con Arnold Schwarzenegger.
- 2003: Klepto
- 2004: Después del pasado
- 2004: Y entonces llegó ella (de John Hamburg), con Ben Stiller y Jennifer Aniston.
- 2005: La ciudad perdida (de Andy García).
- 2005: Sueño, con John Leguizamo.
- 2005: Spiritual Warriors (dirigida por David Raynr; escrita por García y John Roger, líder de la secta Movement of Spiritual Inner Awareness y gurú de García).